# Așezarea din insula Ostrov
Așezarea din insula Ostrov este un sit arheologic aflat pe teritoriul orașului Năvodari. În Repertoriul Arheologic Național, monumentul apare cu codul 60516.02.01, 60516.02.02, 60516.02.03, 62235.02.01.

## Vezi și
- Insula Ostrov

 Acest articol despre un subiect legat de  istoria României este deocamdată un ciot. Puteți ajuta Wikipedia prin completarea sa.

 Acest articol despre o localitate din județul Constanța este deocamdată un ciot. Puteți ajuta Wikipedia prin completarea lui.